# Бял мъж
Бял мъж е традиционно българско ястие от млечни продукти. Характерно е за района на село Дерманци.
Приготвя се от неосолено прясно сирене, прясно мляко, брашно и сол. Тази смес се вари при много силен огън. Бърка се, докато не изври водата и се сгъсти във вид на каша. Ястието може да се подслади с мед или с петмез.